# São Martinho de Sardoura
São Martinho de Sardoura es una freguesia portuguesa del concelho de Castelo de Paiva, con 3,75 km² de superficie y 1.931 habitantes (2001). Su densidad de población es de 514,9 hab/km².